# Tami Hoag
Pour les articles homonymes, voir Hoag.
Tami Hoag, née le 20 janvier 1959 à Cresco, en Iowa, aux États-Unis, est une femme de lettres américaine, auteur de roman policier et de roman d'amour.

## Biographie
En 1988, elle publie son premier roman, Vent de folie (McKnight in Shining Armor) se spécialisant pendant quelques années dans le roman sentimental.
En 1992, l'écriture de De l'enfer au paradis (Still Waters) marque une évolution vers la romance policière.  Selon Claude Mesplède, c'est « un genre très à la mode aux États-Unis [...] dont elle va devenir l'une des meilleures représentantes. Sa méthode est simple : aux recettes éprouvées du suspense, elle ajoute son expérience du roman sentimental et y intègre parfois des scènes « homme/femme » proches du sadomasochisme ».
En 1997, avec Meurtre au carnaval (A Thin Dark Line) « vite devenu un best-seller », elle se fait connaître d'un large public. Sylvie Kha, collaboratrice du Dictionnaire des littératures policières estime que « si ce suspense est sans originalité aucune, il offre une heureuse surprise par la construction psychologique des personnages. Rarement dans un roman de série, la violence des rapports homme/femmes aura été autant exacerbée ».

## Œuvre

### Romans

#### SérieHennessy
- The Trouble with J.J. (1988) Publié en français sous le titre Professeur de charme, Paris, Presses de la Cité, coll. « Passion » no 222 (1989)  (ISBN 2-258-02688-1)
- Magic (1990)

#### SérieQuaid Horses
- Rumor Has It (1989) Publié en français sous le titre Le bruit court, Paris, Presses de la Cité, coll. « Passion » no 245 (1990)  (ISBN 2-285-00026-X)
- Man of Her Dreams (1989) Publié en français sous le titre L'Homme de ses rêves, Paris, Presses de la Cité, coll. « Passion » no 258 (1990)  (ISBN 2-285-00105-3)
- Tempestuous (1990) Publié en français sous le titre Ombrageuse Amazone, Paris, Presses de la Cité, coll. « Passion » no 346 (1992)  (ISBN 2-285-00746-9)

#### SérieThe Rainbow Chasers
- Heart of Gold (1990) Publié en français sous le titre Le Piège de l'arc-en-ciel, Paris, Presses de la Cité, coll. « Passion » no 303 (1991)  (ISBN 2-285-00411-7)
- Keeping Company (1990) Publié en français sous le titre Le Cristal de Kalamari, Paris, Presses de la Cité, coll. « Passion » no 317 (1991)  (ISBN 2-285-00601-2)
- Reilly's Return (1990) Publié en français sous le titre Parole d'homme, Paris, Presses de la Cité, coll. « Passion » no 326 (1991)  (ISBN 2-285-00610-1)
- Magic (1990)

#### SérieDoucet
- The Restless Heart (1991) Publié en français sous le titre L'Inassouvie, Paris, Presses de la Cité, coll. « Passion » no 366 (1992)  (ISBN 2-285-00766-3)
- Lucky's Lady (1992) Publié en français sous le titre L'Homme des marais, Paris, J'ai lu no 3706 (1994)  (ISBN 2-277-23706-X) ; réédition Éditions de la Seine, coll. « Succès du livre » (2000)  (ISBN 2-7382-1297-2)
- Cry Wolf (1993) Publié en français sous le titre La Nuit du bayou, Paris, J'ai lu no 3930 (1995)  (ISBN 2-277-23930-5)
- A Thin Dark Line (1997) Publié en français sous le titre Meurtre au carnaval, Paris, Éditions Robert Laffont, coll. « Best-sellers » (1998)  (ISBN 2-221-08602-3)

#### SérieDeer Lake
- Night Sins (1995) Publié en français sous le titre Nocturne pour un péché, Paris, J'ai lu no 4018 (1995)  (ISBN 2-277-24018-4) ; réédition, Paris, J'ai lu no 4018 (2013)  (ISBN 978-2-290-07308-7)
- Guilty as Sin (1996) Publié en français sous le titre Crescendo pour un péché, Paris, J'ai lu no 4218 (1996)  (ISBN 2-277-24218-7) ; réédition, Paris, J'ai lu no 4218 (2002)  (ISBN 2-290-31670-9)

#### SérieKovac/Liska
- Ashes to Ashes (1999) Publié en français sous le titre Et tu redeviendras poussière, Paris, France Loisirs (1999)  (ISBN 2-7441-3035-4) ; réédition sous le titre Tu redeviendras poussière, Paris, Éditions Robert Laffont, coll. « Best-sellers » (2001)  (ISBN 2-221-08603-1) ; réédition, Paris, Pocket, coll. « Presses-pocket » no 10390 (2002)  (ISBN 2-266-08086-5)
- Dust to Dust (2000) Publié en français sous le titre Dieu reconnaîtra les siens, Paris, Éditions Robert Laffont, coll. « Best-sellers » (2002)  (ISBN 2-221-09454-9)
- Prior Bad Acts (2006) (autre titre Dead Sky) Publié en français sous le titre Contre toute évidence, Reader's digest, coll. « Sélection du livre » no 283 (2010)  (ISBN 978-2-7098-2132-2) ; réédition, Paris, Éditions de l'Archipel, coll. « Archipoche » no 177 (2011)  (ISBN 978-2-35287-221-4)
- The 1st Victim (2013)
- The 9th Girl (2013)
- The Bitter Season (2016)

#### SérieElena Estes
- Dark Horse (2002) Publié en français sous le titre Cavalier seul, Paris, France Loisirs, coll. « Suspense » (2004)  (ISBN 2-7441-7699-0) ; réédition, Paris, Éditions Robert Laffont, coll. « Best-sellers » (2005)  (ISBN 2-221-09979-6)
- The Alibi Man (2007)

#### SérieOak Knoll
- Deeper than the Dead (2009)
- Secrets to the Grave (2010)
- Down the Darkest Road (2011)

#### SérieNick Fourcade et Annie Broussard
- A Thin Dark Line (1997)
- The Boy (2018)
- Bad Liar (2024)

#### Autres romans
- McKnight in Shining Armor (1988) Publié en français sous le titre Vent de folie, Paris, Presses de la Cité, coll. « Passion » no 230 (1989)  (ISBN 2-258-02895-7)
- Mismatch (1989) Publié en français sous le titre Drôles de vacances, Paris, Presses de la Cité, coll. « Passion » no 253 (1990)  (ISBN 2-285-00090-1)
- Straight from the Heart (1989) Publié en français sous le titre Du fond du cœur, Paris, Presses de la Cité, coll. « Passion » no 270 (1990)  (ISBN 2-285-00288-2)
- Sarah's Sin (1991) Publié en français sous le titre Le Péché de Sarah, Paris, Presses de la Cité, coll. « Passion » no 389 (1992)  (ISBN 2-285-00869-4)
- Heart of Dixie (1991) Publié en français sous le titre Le Cœur de Suzanna, Paris, Presses de la Cité, coll. « Passion » no 401 (1993)  (ISBN 2-285-00893-7)
- Still Waters (1992) Publié en français sous le titre De l'enfer au paradis, Paris, Presses de la Cité, coll. « Femme passion » no 79-80 (1994)  (ISBN 2-265-00116-3)
- Taken By Storm (1992) Publié en français sous le titre Le Goût du risque, Paris, Presses de la Cité, coll. « Passion » no 440 (1993)  (ISBN 2-285-01125-3)
- The Last White Knight (1992) Publié en français sous le titre Un noble chevalier, Paris, Presses de la Cité, coll. « Passion » no 469 (1993)  (ISBN 2-265-00135-X)
- Dark Paradise (1994) Publié en français sous le titre Un démon au paradis, Paris, J'ai lu no 4367 (1996)  (ISBN 2-290-04367-2)
- Kill the Messenger (2004) Publié en français sous le titre Meurtre au porteur, Paris, Éditions de l'Archipel (2007)  (ISBN 978-2-84187-903-8) ; réédition, Paris, Éditions de l'Archipel, coll. « Archipoche » no 90 (2008)  (ISBN 978-2-35287-111-8)
- Cold, Cold Heart (2014)

## Filmographie

### Adaptation à la télévision
- 1997 : Puzzle criminel (Night Sins), téléfilm américain réalisé par Robert Allan Ackerman, adaptation de Nocturne pour un péché (Night Sins)

## Sources
: document utilisé comme source pour la rédaction de cet article.
- Claude Mesplède (dir.), Dictionnaire des littératures policières, vol. 1 : A - I, Nantes, Joseph K, coll. « Temps noir », 2007, 1054 p. (ISBN 978-2-910-68644-4, OCLC 315873251), p. 977-978